# Premier puits de pétrole de l'Ouest-Canadien
Le premier puits de pétrole de l'Ouest-Canadien est un monument commémorant le premier forage de pétrole couronné de succès de l'Ouest canadien. Il a été foré en 1902 dans ce qui est maintenant le parc national des Lacs-Waterton. Il a été désigné lieu historique national du Canada en 1965.